# فریتز اورت
فریتز اورت (انگلیسی: Fritz Ewert; ۹ فوریهٔ ۱۹۳۷ – ۱۶ مارس ۱۹۹۰) بازیکن فوتبال اهل آلمان بود.
از باشگاه‌هایی که در آن بازی کرده‌است می‌توان به باشگاه فوتبال کلن و باشگاه فوتبال آزد آلکمار اشاره کرد.
وی همچنین در تیم ملی فوتبال آلمان بازی کرده‌است.